# Cinkov prst
Cinkovi prsti su mali proteinski strukturni motivi koji mogu da formiraju koordinatne veze sa jednim ili više jona cinka čime se stabilizuje njihova struktura. Oni se mogu klasifikovati u nekoliko različitih strukturnih familija (proteina cinkovog prsta). Cinkovi prsti tipično funkcionišu kao moduli koji formiraju interakcije sa DNK, RNK, proteinima, ili malim molekulima. Ime „cinkov prst“ je originalno označavalo prstu slične pojave na dijagramima koji su prikazivali hipotetične strukture ponavljajućih jedinica Xenopus laevis transkripcionog faktora GTF3A.

## Klase
Cinkovi prsti su koordinatni kompleksi jona cinka i aminokiselinskih ostataka cisteina i histidina. Oni se mogu klasifikovati po tipu i redu ostataka koji koordiniraju cink (npr., i). Sistematičniji metod je klasifikacija u različite grupe savijanja na osnovu sveukupnog oblika njihove proteinske osnove. Najčešće grupe savijanja cinkovih prstiju su -slični („klasični cinkov prst“), trostruki ključ, i cinkova traka.
Sledeća tabela pokazuje različite strukture i njihove ključne osobine:
| Grupa           | Primer strukture | Plasman liganda                                                                 |
| --------------- | ---------------- | ------------------------------------------------------------------------------- |
|                 |                  | Dva liganda formiraju zglavak i dva dodatna formiraju terminus heliksa.         |
| Gag zglavak     |                  | Dva liganda formiraju zglavak i dva dodatna formiraju kratki heliks ili petlju. |
| Trostruki ključ |                  | Dva liganda formiraju zglavak i dva dodatna formiraju terminus heliksa.         |
| Cinkova traka   |                  | Dva liganda formiraju dva zglavka.                                              |
|                 |                  | Dva liganda formiraju terminus heliksa i dva dodatna formiraju petlju.          |
| domenu sličan   |                  | Dva liganda formiraju terminuse dva heliksa.                                    |

## Spoljašnje veze
- McDowall J. „Protein of the Month: Zinc Fingers”. European Molecular Biology Laboratory - European Bioinformatics Institute (EMBL-EBI). Приступљено 13. 01. 2008.
- Goodsell DS. „Molecule of the Month: Zinc Fingers”. Research Collaboratory for Structural Bioinformatics (RCSB) Protein Data Bank (PDB). Архивирано из оригинала 31. 05. 2008. г. Приступљено 13. 01. 2008.